# Claes Bang
Claes Kasper Bang (Odense, 28 aprile 1967) è un attore danese.

## Biografia
Bang si è laureato presso la scuola teatrale Den Danske Scenekunstskole nel 1996 e ha iniziato la sua carriera da attore recitando principalmente in spettacoli teatrali e televisivi danesi. Tra le serie televisive in cui ha recitato vi sono Taxa (1997-1999), Anna Pihl (2006-2008), 2900 Happiness (2008-2009), The Bridge - La serie originale (2013) e Sibel & Max (2015-2016).
A partire dal 2002 si è esibito in un monologo basato sul romanzo La fabbrica del male dello scrittore svedese Jan Guillou, portandolo in scena in più di 300 occasioni, tra cui una versione in lingua inglese presso il St. James Theatre di Londra nel 2015.
Nel 2017 ha interpretato il protagonista Christian, curatore di un museo di arte moderna, nel film The Square di Ruben Östlund, vincitore della Palma d'oro al Festival di Cannes 2017.
Oltre alla sua carriera da attore, Bang realizza musica sotto lo pseudonimo di This Is Not America.

### Vita privata
Nel 2010 Bang ha sposato la truccatrice Lis Louis-Jensen.

## Filmografia

### Cinema
- Når mor kommer hjem, regia di Lone Scherfig (1998)
- Under overfladen, regia di Morten Køhlert (1999)
- Regel nr. 1, regia di Oliver Ussing (2003)
- Nynne, regia di Jonas Elmer (2005)
- Far til fire gi'r aldrig op, regia di Claus Bjerre (2005)
- A Soap (En soap), regia di Pernille Fischer Christensen (2006)
- Blå mænd, regia di Rasmus Heide (2008)
- Dschungelkind, regia di Roland Suso Richter (2011)
- Lærkevej - til døden os skiller, regia di Mogens Hagedorn (2012)
- Unga Sophie Bell, regia di Amanda Adolfsson (2014)
- Rettet Raffi!, regia di Arend Agthe (2015)
- The Square, regia di Ruben Östlund (2017)
- Millennium - Quello che non uccide (The Girl in the Spider's Web), regia di Fede Álvarez (2018)
- The Glass Room, regia di Julius Sevcík (2019)
- La tela dell'inganno (The Burnt Orange Heresy), regia di Giuseppe Capotondi (2019)
- L'ultimo Vermeer (The Last Vermeer), regia di Dan Friedkin (2019)
- La baia del silenzio (The Bay of Silence), regia di Paula van der Oest (2020)
- Locked Down, regia di Doug Liman (2021)
- The Northman, regia di Robert Eggers (2022)
- Guglielmo Tell, regia di Nick Hamm (2024)

### Televisione
- Taxa - serie TV, 5 episodi (1997-1999)
- Madsen og Co. - serie TV, 1 episodio (2000)
- Skjulte spor - serie TV, 1 episodio (2000)
- Pyrus i alletiders eventyr - serie TV, 1 episodio (2000)
- Rejseholdet - serie TV, 1 episodio (2002)
- Nikolaj og Julie - serie TV, 1 episodio (2002)
- Langt fra Las Vegas - serie TV, 1 episodio (2003)
- Il medico di campagna (Der Landarzt) - serie TV, 1 episodio (2003)
- Anna Pihl - serie TV, 26 episodi (2006-2008)
- Max - serie TV, 1 episodio (2008)
- 2900 Happiness - serie TV, 34 episodi (2008-2009)
- Borgen - Il potere (Borgen) - serie TV, 1 episodio (2010)
- Guardia costiera (Küstenwache) - serie TV, 1 episodio (2010)
- SOKO Wismar - serie TV, 1 episodio (2012)
- Hamburg Distretto 21 (Notruf Hafenkante) - serie TV, 1 episodio (2012)
- Dicte - serie TV, 1 episodio (2013)
- The Bridge - La serie originale (Bron/Broen) - serie TV, 3 episodi (2013)
- Alle unter eine Tanne, regia di Oliver Schmitz - film TV (2014)
- Überleben an der Scheidungsfront, regia di Titus Selge - film TV (2015)
- Sibel & Max - serie TV, 24 episodi (2015-2016)
- Squadra Speciale Colonia (SOKO Köln) - serie TV, 1 episodio (2016)
- The Affair - Una relazione pericolosa (The Affair) – serie TV, 7 episodi (2019)
- Dracula – miniserie TV, 3 puntate (2020)
- Bad Sisters - serie TV, 10 episodi (2022)

## Riconoscimenti
- 2017 – European Film Awards[5]
  - Miglior attore per The Square

## Doppiatori italiani
Nelle versioni in italiano delle opere in cui ha recitato, Claes Bang è stato doppiato da:
- Angelo Maggi in The Northman, Bad Sisters
- Alberto Angrisano in Guglielmo Tell
- Vittorio Guerrieri in The Square
- Pino Insegno in Millennium - Quello che non uccide
- Francesco Prando ne La tela dell'inganno
- Massimo Rossi in The Affair - Una relazione pericolosa
- Alessio Cigliano in Dracula
- Luca Graziani ne La baia del silenzio
- Stefano Alessandroni ne L'ultimo Vermeer
- Gabriele Sabatini in Locked Down